# Seowhy
SEOWHY是一個中國的免费SEO在线交流与学习平台。

## 历史
2007年12月由北京师范大学物理系非线性复杂网络专业畢業生黄凤华（網名“夫唯”）用时8个月創立，分为五个栏目：SEO基础指南，SEO论坛，SEO培训，SEO人才库，SEO教研室。目的是匯聚SEO人才進行交流並学习各种各样的SEO技能。